# سرفل أزوري
سرفل أزوري (الاسم العلمي:Chaerophyllum azoricum) هو نوع من النباتات يتبع جنس السرفل من الفصيلة الخيمية.